# Aeropuerto Regional Comandante Ariston Pessoa
El Aeropuerto Regional Comandante Ariston Pessoa (IATA: JJD, OACI: SSVV) es un aeropuerto que sirve al pueblo de Jijoca de Jericoacoara del estado brasileño de Ceará. Está localizado en Cruz, un municipio a 48 km de la popular playa de Jericoacoara. La pista, cuyo operador es el Departamento Estatal de Carreteras, abrió en junio de 2017 y en noviembre de 2018 recibía varios vuelos nacionales.

## Historia
El gobierno estatal y la Secretaría de la Aviación Civil del gobierno federal contribuyeron con un total de US$ 28 millones para la construcción del aeropuerto, que fue realizada por la Secretaría de Turismo de Ceará y el Departamento Estatal de Carreteras. El primer vuelo comercial, operado por Gol, salió del Aeropuerto de Congonhas de São Paulo y aterrizó en Jericoacoara el 24 de junio de 2017.

## Instalaciones
El aeropuerto cuenta con una terminal que puede servir a 600 mil viajeros al año. La pista, designada 8/26, mide 2200 × 45 m.

## Aerolíneas y destinos
Se brindaba servicio a los siguientes destinos en noviembre de 2018:
| Aerolíneas                     | Destinos                         |
| ------------------------------ | -------------------------------- |
| Azul Linhas Aéreas Brasileiras | Belo Horizonte, Campinas, Recife |
| Gol Linhas Aéreas              | São Paulo-Guarulhos              |